# Daniel Ek
Daniel Ek, né le 21 février 1983 à Stockholm, est un entrepreneur et informaticien milliardaire suédois. Il est connu pour avoir co-fondé avec son associé Martin Lorentzon le service de streaming musical Spotify en 2006 dont il est l'actuel président-directeur général.

## Biographie

### Enfance et études
Daniel Georg Ek nait 21 février 1983 à Stockholm, en Suède et grandira dans le quartier Rågsved de Stockholm.
Très jeune, Daniel reçut son premier ordinateur à l'âge de 5 ans pour jouer aux jeux vidéo. C'est à partir de ses 7 ans qu'il commença la programmation afin d'améliorer ses jeux vidéo. Il commença à créer ses premiers sites web pour des clients depuis son domicile dès l'âge de 13 ans. Il facturait ses premiers clients 100 $ puis 200 $ aux suivants jusqu'à proposer ses services à 5 000 $ par site web. Pour  développer son activité, Daniel recrutait des élèves de sa classe pour travailler sur son projet dans le local informatique de son école en échange de jeux vidéo. À termes, ses gains ont fini par avoisiner les 50 000 dollars par mois. À 18 ans, il dirigeait déjà une équipe de 25 personnes.
Les parents de Daniel ont commencé à remarquer son activité et ses gains lorsqu'il a commencé à ramener à la maison de nouveaux téléviseurs derniers cris.
Il sera diplômé du lycée IT-Gymnasiet (sv) à Sundbyberg en 2002, puis étudie l'ingénierie au KTH Royal Institute of Technology avant d'abandonner pour se concentrer sur sa carrière informatique .

### Carrière
Il cofonde avec son associé Martin Lorentzon le service de streaming musical Spotify en 2006. 
En juin 2025, Daniel Ek investit 600 millions d'euros dans la start-up militaire allemande Helsing (en), spécialisée dans les logiciels militaires et les drones.
Parallèlement, il développe Neko Health, une entreprise qui lève 260 millions de dollars pour proposer des bilans de santé préventive rapides via des scanners corporels haute résolution.

## Mariage et famille
Le 27 août 2016, il épousa sa compagne de longue date Sofia Levander au Lac de Côme en Italie. Durant la cérémonie, Bruno Mars a été invité à se produire et Chris Rock a fait office de prêtre. Mark Zuckerberg faisait également partie des nombreux invités à l'évènement.
Daniel et Sofia sont actuellement parents de deux enfants.

## Fortune
Selon le magazine Forbes, la fortune de l'actuel CEO de Spotify s'élèverait à 1,8 milliard USD.

## Critiques
En 2022, le chanteur et guitariste Neil Young critique Spotify concernant la désinformation sur la Covid-19 propagée par le podcaster Joe Rogan, sous contrat exclusif avec la plateforme pour 250 millions de dollars. Il menace Spotify de retirer sa musique de leur catalogue.
Spotify fait également l'objet de critiques pour l'utilisation d'intelligence artificielle afin de générer de faux artistes dans ses playlists populaires et d'optimiser ainsi sa rentabilité au détriment des musiciens authentiques.
En 2025, des artistes comme King Gizard and the Lizard Wizard decident de retirer leur musique de Spotify car Daniel Ek a investi dans des technologie d'IA utilisée par des drones militaires.

## Dans la fiction
- Daniel Ek est incarné par Edvin Endre dans une mini-série de 6 épisodes intitulée The Playlist produite par Netflix et mise en ligne le 13 octobre 2022.